# Pungentus icthyuris
Pungentus icthyuris är en rundmaskart. Pungentus icthyuris ingår i släktet Pungentus och familjen Dorylaimidae. Inga underarter finns listade i Catalogue of Life.